# Rheinischer Synodalbeschluss „Zur Erneuerung des Verhältnisses von Christen und Juden“
Der Rheinische Synodalbeschluss „Zur Erneuerung des Verhältnisses von Christen und Juden“ wurde am 11. Januar 1980 verabschiedet. Die Evangelische Kirche im Rheinland machte darin Aussagen zum Staat Israel und zur Judenmission, die über Stellungnahmen der EKD und anderer christlicher Kirchen in Deutschland hinausgehen.

## Entstehung des Dokuments
Nach Veröffentlichung der EKD-Studie Christen und Juden 1975 beauftragte die Rheinische Landessynode die Kirchenleitung damit, einen Ausschuss einzusetzen, der eine Stellungnahme mit praktischen Konsequenzen der EKD-Studie erarbeiten und in dem auch jüdische Mitglieder vertreten sein sollten. Dieser Ausschuss konstituierte sich am 15. November 1976 in Düsseldorf. Von den 22 Mitgliedern waren vier Juden, darunter Yehuda Aschkenasy und Edna Brocke. Seitens der jüdischen Teilnehmer wurde eine Absage an die Judenmission erwartet, um überhaupt eine Basis für Gespräche herzustellen. Heinz Kremers entwarf einen Text, der am 13. Februar 1978 vom Ausschuss angenommen wurde; die betreffende Passage ging dann auch in den Rheinischen Synodalbeschluss 1980 ein. Bertold Klappert hatte an der Entstehung des Proponendums maßgeblichen Anteil.

## Beschlussfassung
Im Plenum der Landessynode in Bad Neuenahr fand am 11. Januar 1980 die Aussprache zum Proponendum Zur Erneuerung des Verhältnisses von Christen und Juden statt. Es wurde angenommen mit 241 Ja-Stimmen bei drei Nein-Stimmen und sechs Enthaltungen.

## Inhalt

### Grundlegung
Dem Synodalbeschluss ist das biblische Motto Röm 11,18b  vorangestellt.
Vier Gründe veranlassen die Kirche, ihr Verhältnis zum Judentum neu zu bestimmen:
1. Die Erkenntnis christlicher Mitverantwortung und Schuld am Holocaust.
2. Ein verändertes Bibelverständnis durch die Erfahrungen des Kirchenkampfes.
3. „Die Einsicht, dass die fortdauernde Existenz des jüdischen Volkes, seine Heimkehr in das Land der Verheißung und auch die Errichtung des Staates Israel Zeichen der Treue Gottes gegenüber seinem Volk sind.“
4. Die Bereitschaft von Juden zum Dialog trotz des Holocaust.

Die Landessynode rezipiert die EKD-Studie Christen und Juden und die darauf aufbauenden Thesen zur Erneuerung des Verhältnisses von Christen und Juden, die der Ausschuss „Christen und Juden“ der Rheinischen Landeskirche entwickelt hat.

### Bekenntnissätze
Daraus folgen eine Reihe von Glaubensaussagen:
1. Bekenntnis zur Mitverantwortung und Schuld der Christenheit in Deutschland am Holocaust.
2. Bekenntnis zum Alten Testament als gemeinsamer Glaubensgrundlage von Juden und Christen.
3. Bekenntnis zu Jesus, dem Juden, Messias Israels und Retter der Welt.
4. Glaube an die bleibende Erwählung des jüdischen Volkes; die Kirche ist durch Christus „in den Bund Gottes mit seinem Volk hineingenommen.“
5. Gemeinsam mit den Juden glaubt die Kirche, dass Gerechtigkeit und Liebe Gottes Handeln in der Geschichte kennzeichnen und Gottes Weisung für die persönliche Lebensführung sind.
6. „Wir glauben, daß Juden und Christen je in ihrer Berufung Zeugen Gottes vor der Welt und voreinander sind.“ Daraus folgt die Absage an die Judenmission.
7. Der „neue“ Bund soll nicht länger als Entwertung des „alten“ Bundes verstanden werden, das „neue“ Gottesvolk nicht an die Stelle des „alten“ treten.
8. „Indem wir umkehren, beginnen wir zu entdecken, was Christen und Juden gemeinsam bekennen“ – die Welt als Schöpfung Gottes wahrzunehmen und als gesegnete Menschen im Alltag der Welt zu leben, in der Hoffnung auf einen neuen Himmel und eine neue Erde für Gerechtigkeit und Frieden in der Welt einzutreten.

Der Synodalbeschluss schließt mit einer Reihe praktischer Konsequenzen, beispielsweise der Unterstützung von Nes Ammim und der Verankerung des Themas Christen und Juden in Lehre und Forschung.

## Theologische Akzente

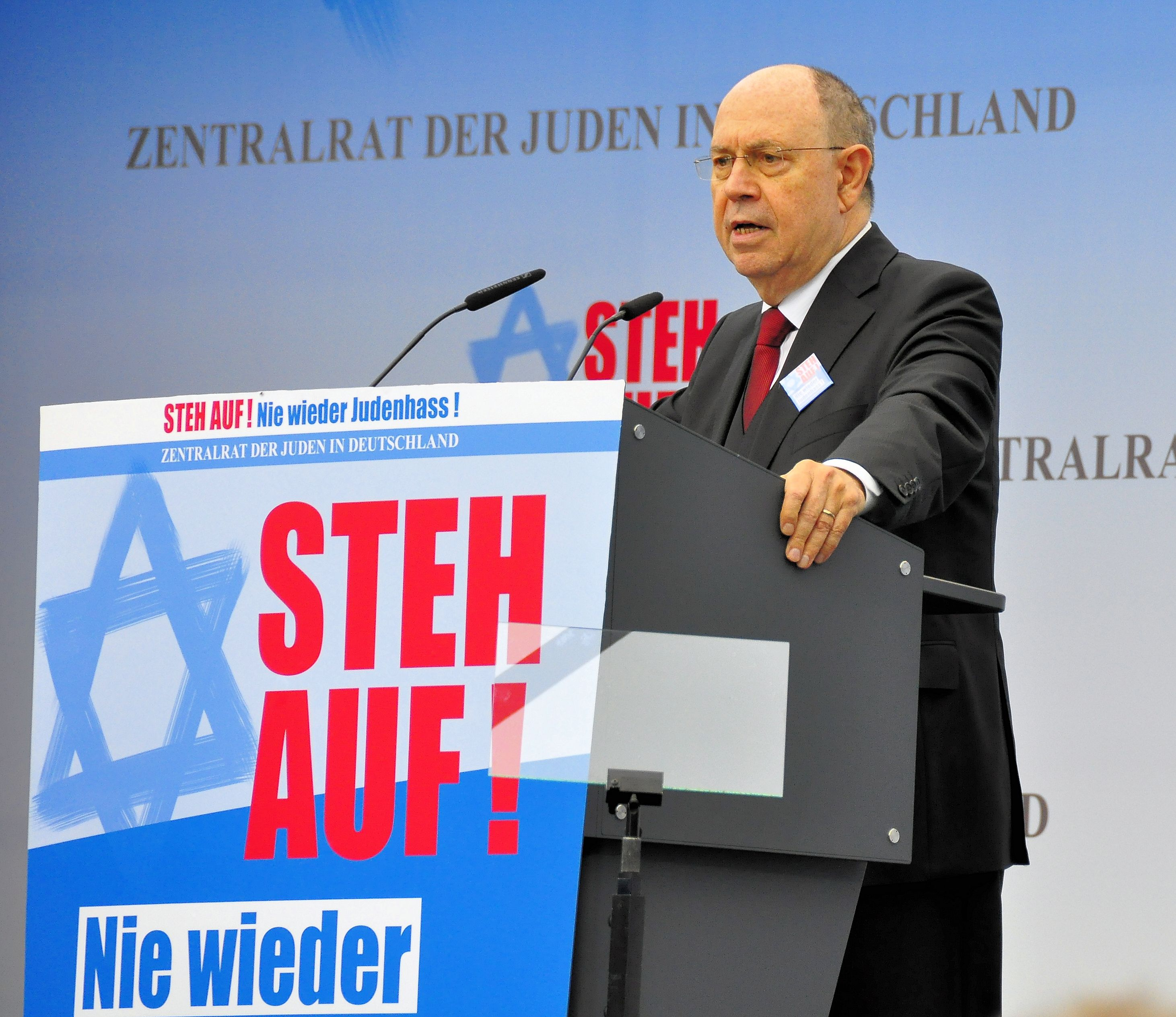
Präses Nikolaus Schneider auf einer Kundgebung gegen Antisemitismus (2014)

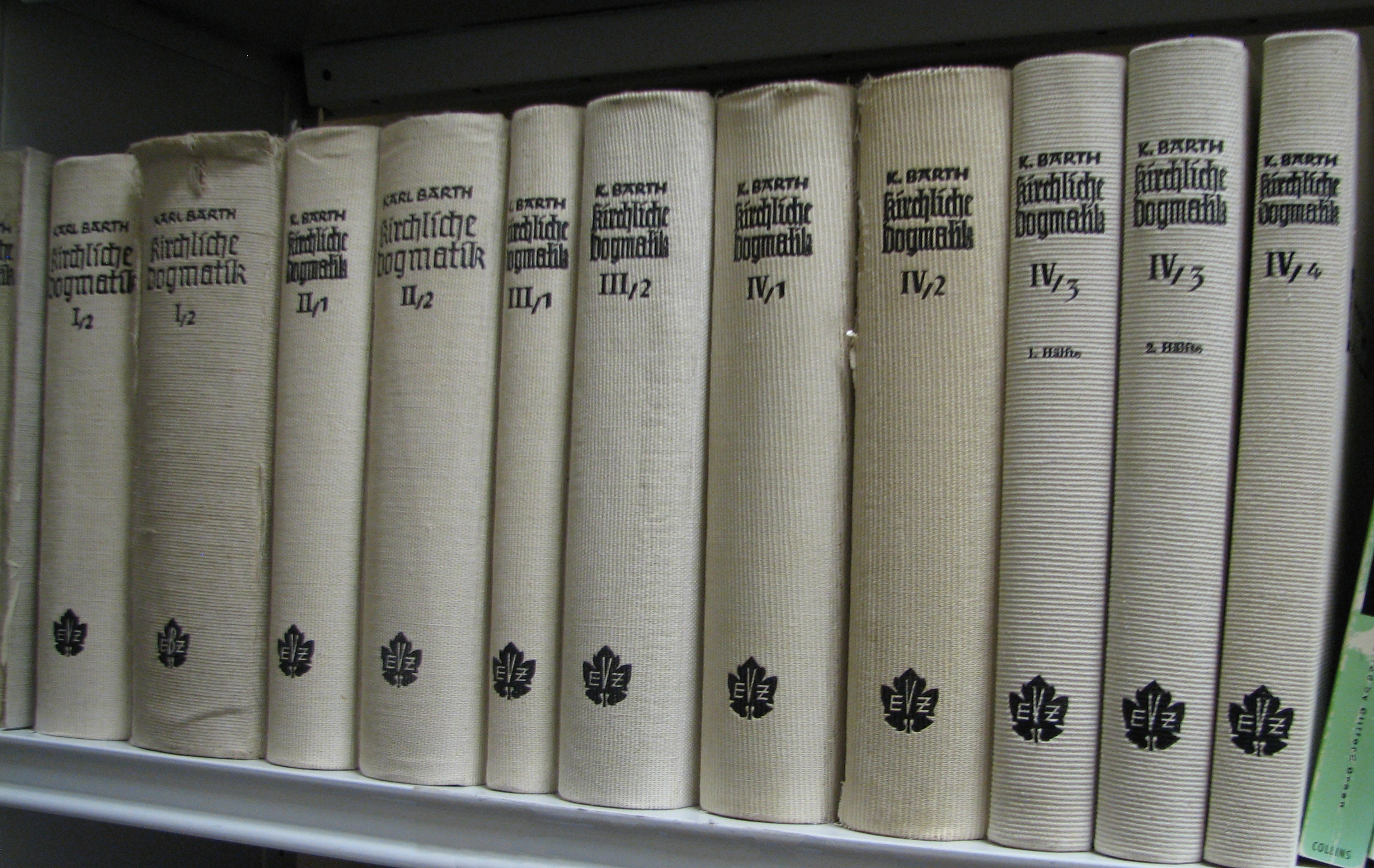
Barths Kirchliche Dogmatik. Barth hatte die Geschichte der Juden als „Zeichen und Zeugen“ dafür benannt, „daß auch das allgemeine Weltgeschehen tatsächlich von … dem regiert wird, der … ‚Gott‘ heißt“ (KD III/3 S. 231; 238; 225).

### Holocaust als Wendepunkt
Zweimal nimmt der Rheinische Synodalbeschluss an herausgehobener Stelle Bezug auf den Holocaust und benennt die christliche Mitverantwortung und Schuld daran. Dies war ein besonderes Anliegen Eberhard Bethges unter dem Eindruck eines längeren USA-Aufenthalts, bei dem er Holocaust-Überlebenden begegnet war. Es ging ihm darum, dass die christliche Theologie nach Auschwitz nicht mehr dieselbe sein könne, wobei aber Auschwitz, ein Wort aus Hitlers Sprachwelt, ersetzt werden sollte durch Elie Wiesels Begriff Holocaust.

### Staat Israel „Zeichen der Treue Gottes zu seinem Volk“
Der Rheinische Synodalbeschluss enthält die erste theologische Qualifizierung des Staates Israel durch ein offizielles kirchliches Gremium in Deutschland. Kritiker meinten, hier  werde ein bestimmtes historisch-politisches Zeitgeschehen theologisch überhöht und damit rationaler Betrachtung entzogen – was gerade in Deutschland eine schlechte Tradition habe.
Besonders umstritten war die Formulierung des Synodalbeschlusses, die Errichtung des Staates Israel sei ein „Zeichen der Treue Gottes zu seinem Volk.“  Sie baut auf der Theologie Karl Barths auf und benutzt dessen Kategorie des „Zeichens“ zur Beschreibung des geschichtlich-politischen Phänomens der Staatsgründung Israels. Es wird nicht behauptet, dass dem Lauf der Weltgeschichte religiöse Offenbarungen entnommen werden könnten, sondern die biblische Tradition wird von Christen zur Deutung der Weltgeschichte herangezogen. Der Synodalbeschluss macht keine Aussage dazu, ob der Staat Israel eine Erfüllung biblischer Verheißungen ist. Nach Ansicht von Nikolaus Schneider ist dies eine Frage, die Jüdinnen und Juden für sich beantworten müssen.
Die Rheinische Landeskirche hat 2005 offiziell präzisiert, „dass ein Zeichen erst im Zusammenhang, in dem es erscheint, seine Aussagekraft gewinnt. Den Zusammenhang bilden die folgenden theologischen Aussagen der Erklärung.“ (Volker Haarmann erläuterte, wenn ein Patient seine Genesung als „Zeichen der Treue Gottes“ interpretiere, sei das im Kontext seiner Lebensgeschichte und im Kontext der Gebetssprache (als Doxologie) angemessen und bedeute nicht, dass die ausbleibende Heilung bei einem anderen Patienten ein „Zeichen der Untreue Gottes“ sei.)

### Juden und Christen „Zeugen Gottes vor der Welt und voreinander“
Der Rheinische Synodalbeschluss erteilt der Judenmission eine Absage. Heinz Kremers verwies zur Erklärung dieses Passus im Synodalbeschluss auf Impulse durch Hans-Joachim Kraus. Inhaltlich seien Christen Juden gegenüber Zeugen nicht mit der Christusbotschaft, sondern mit einem ganzheitlichen Lebenszeugnis: „Euer Nein zu unserem Messias Jesus hebt nicht auf, dass Ihr mit Eurem Glauben und mit Eurer Tora-Frömmigkeit unsere älteren Brüder und Schwestern im Glauben seid. Wir bitten Euch: Nehmt uns als Eure jüngeren Brüder und Schwestern im Glauben an – und lasst uns von Euch lernen.“
Erich Gräßer kritisierte, die Rheinische Landeskirche befinde sich im Widerspruch zu ihrer eigenen Kirchenordnung, die programmatisch formuliert, die Kirche habe den Auftrag, „das Evangelium aller Welt zu verkündigen.“ Im Synodalbeschluss werde es so dargestellt, als hätten Juden und Christen von Gott den gleichen Auftrag gegenüber der Welt erhalten; aber Zeugen des auferstandenen Christus zu sein, wie es für Christen im Mittelpunkt stehe, sei für Juden per se unmöglich.

## Rezeption

### Bonner „Erwägungen“
Von Seiten der akademischen Theologie erfuhr der Rheinische Synodalbeschluss Widerspruch, und zwar in den Erwägungen zur kirchlichen Handreichung zur Erneuerung des Verhältnisses von Christen und Juden (epd-Dokumentation 42 (1980), S. 14–17). Dieses Dokument wurde von dreizehn Professoren der Evangelisch-theologischen Fakultät der Universität Bonn unterschrieben: Heiner Faulenbach (Kirchengeschichte), J. F. Gerhard Goeters (Kirchengeschichte), Erich Gräßer (Neues Testament), Antonius H. J. Gunneweg (Altes Testament), Hans-Jürgen Hermisson (Altes Testament), Martin Honecker (Systematik), Heinrich Karpp (Kirchengeschichte), Gerhard Krause (Praktische Theologie), Otto Plöger (Altes Testament), Hans-Joachim Rothert (Systematik), Knut Schäferdiek (Kirchengeschichte), Wilhelm Schneemelcher (Kirchengeschichte) und Wolfgang Schrage (Neues Testament). Später schlossen sich auch elf Theologen der Universität Münster durch ihre Unterschrift den Erwägungen an: Barbara Aland, Kurt Aland, Franz Hesse, Ulrich Kellermann, Franz-Heinrich Kettler, Helmuth Kittel, Günter Klein, Willi Marxsen, Friedemann Merkel, Robert Stupperich und Heinz-Dietrich Wendland.

### Änderungen der Kirchenordnung
Die Evangelische Kirche im Rheinland hat zweimal ihre Kirchenordnung im Sinne des Synodalbeschlusses geändert:
- 1987 wurde an drei Stellen der Hinweis auf das notwendige Gespräch zwischen Christen und Juden eingefügt;
- 1996 hat die Evangelische Kirche im Rheinland dem Grundartikel I einen abschließenden Satz hinzugefügt: Sie „bezeugt die Treue Gottes, der an der Erwählung seines Volkes Israel festhält. Mit Israel hofft sie auf einen neuen Himmel und eine neue Erde.“

### Rezeption innerhalb der EKD
Die Evangelische Kirche in Deutschland hat sich nach Einschätzung von Gerhard Gronauer den in der Rheinischen Landeskirche beschrittenen Weg nicht zu eigen gemacht, sondern mit den beiden EKD-Studien von 1991 und 2000 am säkularen Charakter des Staates Israel festgehalten.
2012 veröffentlichte die EKD eine Orientierungshilfe, die aus dem Rheinischen Synodalbeschluss die Formulierung „Zeichen der Treue Gottes zu seinem Volk“ aufnimmt: die Staatsgründung Israels könne so gedeutet werden, wenn damit gemeint sei, dass sie ein Mittel sei, „um unter den Bedingungen der unerlösten Welt und angesichts der realen Konflikte im Nahen Osten Jüdinnen und Juden ein Leben im Land Israel in Recht und Frieden zu ermöglichen.“